# Prsten

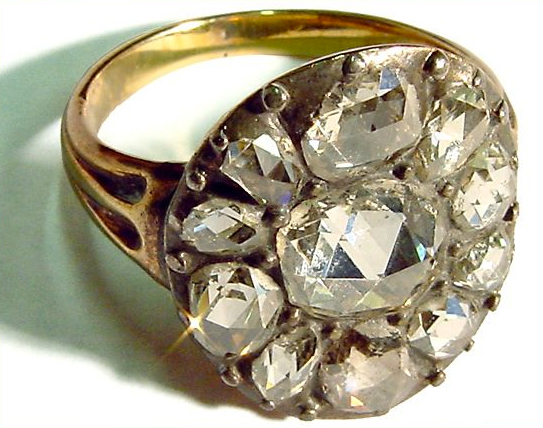
Diamantový prsten prince Charlese Stuarta, 1745

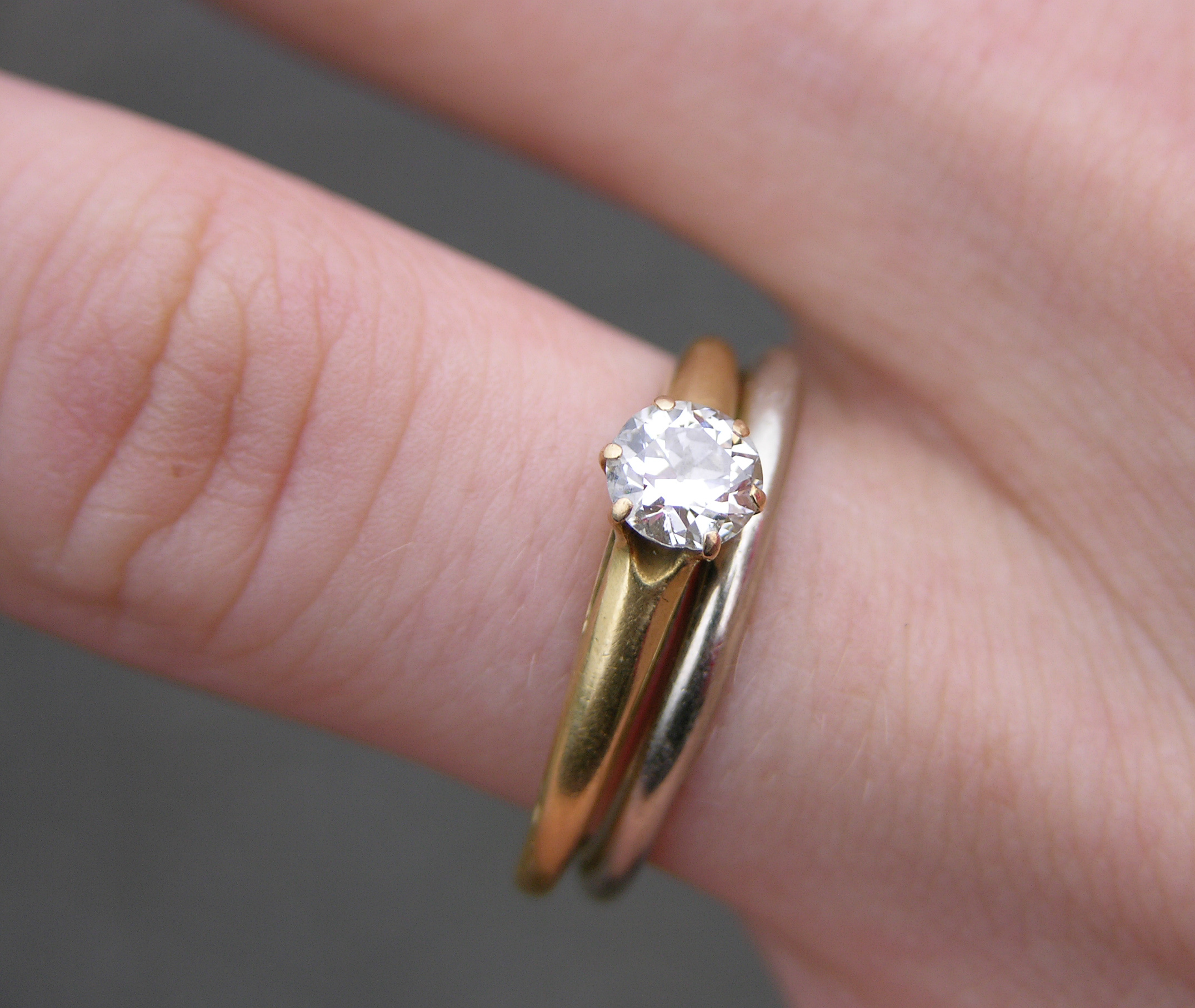
současný snubní prsten

Prsten je šperk v podobě malého kroužku navlékaného na prst ruky nebo nohy, podobně jako se náramek navléká na zápěstí a předloktí paže.

## Materiály
Prsten je nejčastěji vyroben z kovu:
- drahých kovů, nejčastěji ze zlata nebo stříbra, ale i z platiny
- ušlechtilé kovy jako měď nebo titan
- obecné kovy jako železo, litina, hliník, cín, olovo
- slitiny jako mosaz, bronz, eloxovaný hliník, cín s olovem

Prsten může být celý 
- vybroušen z drahokamu (safíru, diamantu apod. – např. prsten bavorských kurfiřtů ve sbírce Rezidence v Mnichově[zdroj⁠?!])
- z dekorativního kamene (mramor, jaspis, apod.)
- tažen či lisován ze skla,
- z organických materiálů (kost, slonovina, rohovina, dřevo)
- z kombinovaných materiálů: například sestaveny z drátků, na kterých jsou navlečeny korálky.

## Podoba, tvar a výzdoba
Prsten se skládá z obroučky a hlavy, je-li hlava tvořena drahokamem, pak se nazývá osazna či krapna. Prsten bývá na obroučce zdoben různými plastickými motivy, zvláště ornamenty, hlavičkami šelem, pletencem, lístkovými motivy nebo rytými nápisy (které mohou být na vnější nebo vnitřní straně obroučky). Hlava prstenu může být osazena drahými kameny broušenými do podoby pečetní plochy tzv. intaglie, nebo do nejrůznějších tvarů brusů. Od středověku se drahokamy v prstenech někdy nahrazovaly dubletami (tabulky křišťálu s barevnou fólií) nebo imitacemi, tj. skelnými pastami.

## Význam
Prsteny odedávna neslouží primárně jako ozdoba, ale jako nositelé určitého významu: ochranného, záslibného, magického či náboženského.
Například podle řecké mytologie mají prsteny připomínat hrdinství Titána Prométhea, který pro lidi ukradl božský oheň a za to byl potrestán přikováním ke skále; poté, co ho hrdina Héraklés osvobodil, musel jako připomínku svého trestu nosit na prstě kovový článek řetězu, jež ho poutal, se vsazeným kamínkem ze skály, ke které byl přikován. Na Prométheovu počest pak lidé začali nosit prsteny.
Ve starověkém Řecku měly prsteny vždy symbolickou hodnotu a v mytologii měly některé zvláštní prsteny magickou moc, kterou propůjčovaly svým nositelům jako například králi Gýgovi.

## Prsteny s významem
- absolventský prsten – dokládá, že dotyčný patří k absolventům určité školy, nejčastěji univerzity
- identifikační prsten – zpravidla vojenský, označený číslem jednotky a číslem nebo jménem nositele, aby mohl být v případě úmrtí identifikován
- pečetní prsten – je symbolem úřadu/osobního postavení a slouží k potvrzení autenticity dokumentu (pečetění)
- úřední prsten – váže se k určité funkci nebo práci, například:
  - pověřovací prsten – prsten se znakem, jímž se nositel (často diplomat) prokáže při pověření nějakou misí nebo službou
  - rybářský prsten – neboli prsten sv. Petra, pečetní prsten užívaný dříve papežem
  - kardinálský prsten, biskupský prsten, opatský prsten
- prsten čistoty – deklaruje závazek sexuální abstinence křesťana až do svatby
- růžencový prsten – je pomůckou usnadňující modlitbu růžence, v některých oblastech může být též brán jako symbol označující katolíka
- snubní prsten – deklaruje závazek nositele, který může být ženatý (nositelka vdaná) nebo jako řeholník zaslíbený (zaslíbená) Bohu
- zásnubní prsten či záslibný – deklaruje, že jeho nositel je zasnouben nebo zaslíben druhé osobě
- židovský svatební prsten – snoubenci jej užijí při svatebním obřadu, ale nenosí se
- spolkový prsten – určuje členství ve spolku, klubu či organizaci,
- prsten milostný či sentimentální – dar milované osoby, vyzdobený motivem lásky nebo milostným nápisem
- prsten – řád či vyznamenání (například Čestný prsten města Vídně), dokládající vítězství nebo hrdinský čin
  - válečný prsten – hrdinů
  - prsten vítěze Stanley Cupu
  - Super Bowl ring
- prsten smuteční – varovný nebo pohřební, Memento mori, německy Totenkopfring, často zdobený gagátem nebo černým emailem, i s lebkou se zkříženými hnáty[zdroj⁠?!]

## Měření
Při výběru prstenu je třeba dát pozor na jeho správnou velikost. Tu pomohou určit ve zlatnictví pomocí měřicích kroužků. Doma lze určit velikost pomocí provázku, který omotáme kolem prstu a následně změříme jeho délku nebo pomocí papírových proužků s předtištěnými hodnotami.

## Prsteny jako námět uměleckých děl
- kniha – Pán prstenů, později zfilmovaná
- tetralogie oper Richarda Wagnera – Prsten Nibelungův